# 12족 원소
12족 원소는 주기율표의 열두 번째 족에 속하는 화학 원소이다.
| 주기 | 원소 이름  | 원소 기호 (번호) | 원자 질량  | 녹는점 (K) | 끓는점 (K) | 전기음성도 |
| 4    | 아연       | Zn (30)          | 65.409(4)  | 692.68     | 1180       | 1.65       |
| 5    | 카드뮴     | Cd (48)          | 112.411(8) | 594.22     | 1040       | 1.69       |
| 6    | 수은       | Hg (80)          | 200.59(2)  | 234.32     | 629.88     | 2.00       |
| 7    | 코페르니슘 | Cn (112)         | (285)      | ?          | ?          | ?          |